# Sinitiska språk
Sinitiska språk är en gren av sino-tibetanska språk och omfattar bland annat kinesiska.

## Översikt
Tabellen nedan ger en översikt över de sinitiska språken, med antal användare och geografiskt område. Data för användare är från Ethnologue.
| Språk        | Altern. Namn | Talare   | Familj   | Utbredningsområde                                           |
| ------------ | ------------ | -------- | -------- | ----------------------------------------------------------- |
| Högkinesiska | Mandarin     | 875 milj | Sinitisk | Kina, Taiwan, Singapore                                     |
| Wu           |              | 80 milj  | Sinitisk | Kina: Zhejiang, Shanghai; del av Jiangsu                    |
| Yue          | Kantonesiska | 70 milj  | Sinitisk | Kina: Guangdong; del av Guangxi, Sydostasien                |
| Min          |              | 60 milj  | Sinitisk | Kina: Fujian, Hainan, Taiwan; del av Guangdong, Sydostasien |
| Jin          | Jin          | 45 milj  | Sinitisk | Kina: Shanxi; del av Inre Mongoliet, Hebei                  |
| Xiang        | Hunanska     | 36 milj  | Sinitisk | Kina: Hunan                                                 |
| Hakka        | Kejia        | 33 milj  | Sinitisk | del av Sydkina, Taiwan, Sydostasien                         |
| Gan          | Kan          | 21 milj  | Sinitisk | Kina: Jiangxi; del av Hunan, Hubei                          |

Dessutom finns bai, ett språk som talas i den kinesiska provinsen Yunnan av cirka 1,2 miljoner personer, vars klassificering är omstridd. Det har sinitiska drag men har traditionellt räknats som ett tibetoburmanskt språk.